# آنتونی لوسیلا
آنتونی لوسیلا (انگلیسی: Anthony Losilla؛ زادهٔ ۱۰ مارس ۱۹۸۶) بازیکن فوتبال اهل فرانسه است.
از باشگاه‌هایی که در آن بازی کرده‌است می‌توان به باشگاه فوتبال بوخوم، باشگاه فوتبال کن، باشگاه فوتبال سن-اتین، باشگاه فوتبال پاریس اف سی، و باشگاه فوتبال دینامو درسدن اشاره کرد.